# Kanton Saint-Vaury
Der Kanton Saint-Vaury (okzitanisch Canton Sant Vauric) ist seit 1790 ein französischer Kanton im Arrondissement Guéret im Département Creuse in der Region Nouvelle-Aquitaine; sein Hauptort ist Saint-Vaury.

## Lage
Der Kanton liegt im Zentrum des Départements Creuse.

## Geschichte
Der Kanton entstand am 15. Februar 1790. Von 1801 bis 2015 gehörten neun Gemeinden zum Kanton Saint-Vaury. Mit der Neuordnung der Kantone in Frankreich wechselten zwei der bisherigen neun Gemeinden den Kanton. Gleichzeitig kamen vier Gemeinden des bisherigen Kantons Guéret-Nord hinzu.

## Gemeinden
Der Kanton besteht aus elf Gemeinden mit insgesamt 9321 Einwohnern (Stand: 1. Januar 2022) auf einer Gesamtfläche von 283,76 km²:
| Gemeinde                   | Einwohner 1. Januar 2022 | Fläche km² | Dichte Einw./km² | Code INSEE | Postleitzahl |
| -------------------------- | ------------------------ | ---------- | ---------------- | ---------- | ------------ |
| Ajain                      | 1.028                    | 33,14      | 31               | 23002      | 23380        |
| Anzême                     | 549                      | 29,50      | 19               | 23004      | 23000        |
| Bussière-Dunoise           | 1.045                    | 41,13      | 25               | 23036      | 23320        |
| Gartempe                   | 113                      | 9,49       | 12               | 23088      | 23320        |
| Glénic                     | 644                      | 27,60      | 23               | 23092      | 23380        |
| Jouillat                   | 383                      | 22,44      | 17               | 23101      | 23220        |
| La Brionne                 | 452                      | 7,08       | 64               | 23033      | 23000        |
| Saint-Fiel                 | 1.079                    | 16,72      | 65               | 23195      | 23000        |
| Saint-Léger-le-Guérétois   | 398                      | 13,98      | 28               | 23208      | 23000        |
| Saint-Sulpice-le-Guérétois | 1.901                    | 36,18      | 53               | 23245      | 23000        |
| Saint-Vaury                | 1.729                    | 46,50      | 37               | 23247      | 23320        |
| Kanton Saint-Vaury         | 9.321                    | 283,76     | 33               | 2314       | –            |

Bis zur landesweiten Neuordnung der französischen Kantone im März 2015 gehörten zum Kanton Le Grand-Bourg die neun Gemeinden Anzême, Bussière-Dunoise, Gartempe, La Brionne, Montaigut-le-Blanc, Saint-Léger-le-Guérétois, Saint-Silvain-Montaigut, Saint-Sulpice-le-Guérétois und Saint-Vaury. Sein Zuschnitt entsprach einer Fläche von 210,64 km2. Er besaß vor 2015 einen anderen INSEE-Code als heute, nämlich 2324.

### Bevölkerungsentwicklung des alten Kantons bis 2012
| 1962  | 1968  | 1975  | 1982  | 1990  | 1999  | 2006  | 2012  |
| ----- | ----- | ----- | ----- | ----- | ----- | ----- | ----- |
| 7.568 | 7.523 | 7.006 | 7.294 | 7.160 | 6.820 | 6.941 | 6.948 |

## Politik
Bei der Stichwahl zum Generalrat des Départements Creuse am 29. März 2015 gewann das Gespann Philippe Bayol/Armelle Martin (PS) gegen Céline Bouvier/Bernard De Froment (Union de la droite) mit einem Stimmenanteil von 52,59 % (Wahlbeteiligung:57,34 %).
| Vertreter im conseil général des Départements | Vertreter im conseil général des Départements | Vertreter im conseil général des Départements |
| Amtszeit                                      | Name                                          | Partei                                        |
| --------------------------------------------- | --------------------------------------------- | --------------------------------------------- |
| 1970–2008                                     | William Chervy                                | SFIO, dann PS                                 |
| 2008–2015                                     | Philippe Bayol                                | PS                                            |
| 2015–                                         | Philippe Bayol Armelle Martin                 | PS                                            |